# آکوریری
آکوریری (به انگلیسی: Akureyri) یکی از شهرهای ایسلند است که ۱۷٬۷۵۴ نفر جمعیت دارد. این شهر در شمال شرق کشور قرار گرفته است. ایسلند دارای زمستان‌هایی سرد و تابستان‌هایی خنک می‌باشد و بیش از ۱۳٪ مساحت ایسلند پوشیده از برف و یخچال‌هایی طبیعی است. این شهر ۱۲۵ کیلومتر مربع مساحت دارد، مرکز استان نوردورلاند وسترا و مجاور آبهای آزاد (دریای گرینلند) است.